# Spišský Hrušov
Spišský Hrušov este o comună slovacă, aflată în districtul Spišská Nová Ves din regiunea Košice. Localitatea se află la altitudinea de 433 m deasupra n.m., se întinde pe o suprafață de 13,07 km2 și în 2017 număra 1.268 de locuitori.

## Istoric
Localitatea Spišský Hrušov este atestată documentar din 1253.

## Demografie
| An:                | 1994 | 2004   | 2014   | 2024   |
| ------------------ | ---- | ------ | ------ | ------ |
| Număr de persoane: | 1195 | 1269   | 1261   | 1327   |
| Diferență:         |      | +6,19% | −0,63% | +5,23% |

| An:                | 2023 | 2024   |
| ------------------ | ---- | ------ |
| Număr de persoane: | 1332 | 1327   |
| Diferență:         |      | −0,37% |